# Wasse
Wasse（ワッセ）は、日本のTEQBALL（テックボール）選手であり、フリースタイルフットボールプレイヤー 。北陽高校から京都産業大学に進学し、在学中に当時最年少の19歳でフリースタイルフットボール界にデビュー。フリースタイルフットボールの書籍・DVD出版などを経て、その後、プロフリースタイラーとなる。
2011年に【足裏リフティング】、2017年に【寝転びながらのリフティング】のギネス世界記録を達成している。テックボールでは2019年11月に日本チャンピオンを獲得。その翌月には中国三亜で行われたアジア大会でも優勝している。
また、ミスター・ワールド2014日本代表 審査員特別賞の受賞歴あり。
Jリーグ（日本プロサッカーリーグ）やFリーグ（日本フットサルリーグ）でのデモンストレーションのほか、モデル・タレント活動も行っている。

## 経歴
- 1985年9月8日生まれ
- 1992年～2000年

サッカーボールに初めて触れたのは小学校１年生の頃だった。当時は友達と集まって公園のベンチをゴールに見立てストリートサッカーをしていた。次第にサッカーが好きになり少年サッカーチームに入った。以来、小学校、中学校で本格的に打ち込んだ。
- 2001年～2003年

高校は、大阪府でも有数のサッカー強豪校北陽高校に進学したが、急激な成長期（高校に入り25センチ身長が伸びる）の中、怪我（腰骨折）と体調不良（貧血、不整脈）に悩まされ、目指していたプロサッカー選手への道を断念せざるを得ない現実にぶち当たった。
進路に悩み、サッカー部の野々村征武監督に相談したところ、リフティングが上手いことを褒められ「リフティングが上手いからサッカーが上手いわけではない。個人技に自信があるなら諦めずに頑張ってみろ」とのアドバイスを受け、サッカーへの情熱を取り戻すことができた。得意のリフティングを活かしてフリースタイルフットボールでJリーグ（日本プロサッカーリーグ）の舞台に立つという新たな夢を持ち、これだけは諦めたくないという想いで進むことになった。
- 2004年（19歳）

京都産業大学に入学。
当時最年少の19歳でフリースタイルフットボール界にデビュー。
当時はまだ、フリースタイルフットボールという言葉自体が認知されていなかった。
- 2005年（20歳）

フリースタイルフットボールの書籍とDVDをナイキより出版、当時最年少で掲載された。その書籍には、ヘディングギネス世界記録保持者の紹介があり、それをきっかけに「自分も何かで世界一を取りたい」という新たな夢を抱き、それ以降、フリースタイルフットボールでJリーグ（日本プロサッカーリーグ）の舞台に立つこと、世界一になること、この2つの夢を絶対叶えてやるという強い気持ちで行動するようになった。
- 2008年（23歳）

大学卒業後は、フリースタイルフットボールの活動に必要なノウハウを学びたいと考え、広告代理店に就職した。プレゼンテーションや営業のやり方、イベントを開催するまでの流れ（メーカーからの要望の聴取・イベントの内容の決定・集客の方法、パフォーマーの価値や報酬）を積極的に学んだ。
- 2011年10月9日（26歳）

「足裏リフティング」のギネス世界記録を更新。ギネス世界記録保持者に認定される。
記録は、12分47秒（前記録6分38秒）。
Fリーグ（日本フットサルリーグ）・大阪市中央体育館にて開催され、会場には、Wasseが招待した北陽高校時代の野々村征武監督が来場していた。
- 2014年（29歳）

ミスター・ワールド2014日本代表のオーディションで審査員特別賞を受賞。
- 2017年1月14日（31歳）

寝転びながらのリフティングギネス世界記録を更新。自身2つ目のギネス世界記録を達成した。
記録は、11分09秒97（前記録10分04秒）。
ミャンマーのヤンゴン市内で開催された「KIRIN ICHIBAN Presents SUPERSONIC」にて挑戦。
- 2017年4月（31歳）

第1回テックボールワールドカップ 日本代表に選出。
- 2017年6月22日～24日（31歳）

第1回テックボールワールドカップに日本代表として菅原佳奈枝と出場。シングルスでベスト16（出場国数 20カ国、34名）（ハンガリーのブダペストにて開催）。ダブルスでベスト8（出場国数 20カ国）
- 2017年

フリースタイルフットボール界のパイオニアの一人として地位を確立。リフティングギネス世界記録保持者としての功績が認められ、Jリーグ（日本プロサッカーリーグ）やFリーグ（日本フットサルリーグ）でのパフォーマンスの他にモデル・タレント活動も行っている。

## 受賞歴・活動実績
- 2011年10月9日(26歳)　足裏リフティングギネス世界記録更新　12分47秒
- 2012～2013年(27～28歳)　天皇杯全日本サッカー選手権大会決勝戦オープニングパフォーマンス 国立競技場
- 2014年(28歳)　沢穂希選手主催 東日本大震災復興支援チャリティイベント「SAWA and Friends,New Year’s Night 2014」
- 2014年　ミスター・ワールド日本代表 審査員特別賞受賞
- 2017年1月14日(31歳)　寝転びながらのリフティングギネス世界記録更新 11分9秒97
- 2017年4月(31歳)　第1回テックボールワールドカップ日本代表に選出
- 2017年6月(31歳)　第1回テックボールワールドカップ日本代表出場。シングルスでベスト16、ダブルスでベスト8
- 2019年11月24日 （34歳）テックボールJAPAN CUP 2019　優勝
- 2019年11月29日（34歳）テックボールアジアパシフィックビーチカップ2019 in 三亜（アジア大会）優勝
- 2019年12月6～8日（34歳） 第３回テックボールワールドカップ2019ブダペスト大会　シングルスベスト16

## パフォーマンス実績
- Ｊリーグ（天皇杯全日本サッカー選手権大会決勝戦、ジュビロ磐田、サガン鳥栖、ジェフユナイテッド市原・千葉、松本山雅FC、FC岐阜）
- Ｆリーグ（セントラル開催、大阪セントラルフットボールクラブ、府中アスレティックフットボールクラブ、ペスカドーラ町田）

## メディア実績
- 2006年(21歳)　アクエリアス フリースタイルWeb CM（ザ コカ・コーラ カンパニーと年間契約）
- 2010～2012年(25～27歳)　アディダス（adidas）広告モデル
- 2013年(28歳)　進研ゼミCMコーチ役

※その他
- オーシャンズTV準レギュラー
- Ｗ杯ゆうちょCM
- TOKYO MX（東京メトロポリタンテレビジョン）「フットサルキングダム」

などTV等、出演多数
- 手越祐也チャンネル

## クリニック実績
- セルジオ越後サッカークリニック
- JFA(日本サッカー協会)チャレンジゲーム
- JFA(日本サッカー協会)主催 「夢先生」